# Xylophanes guianensis
Xylophanes guianensis är en fjärilsart som beskrevs av Rothschild 1894. Xylophanes guianensis ingår i släktet Xylophanes och familjen svärmare. Inga underarter finns listade i Catalogue of Life.

## Bildgalleri

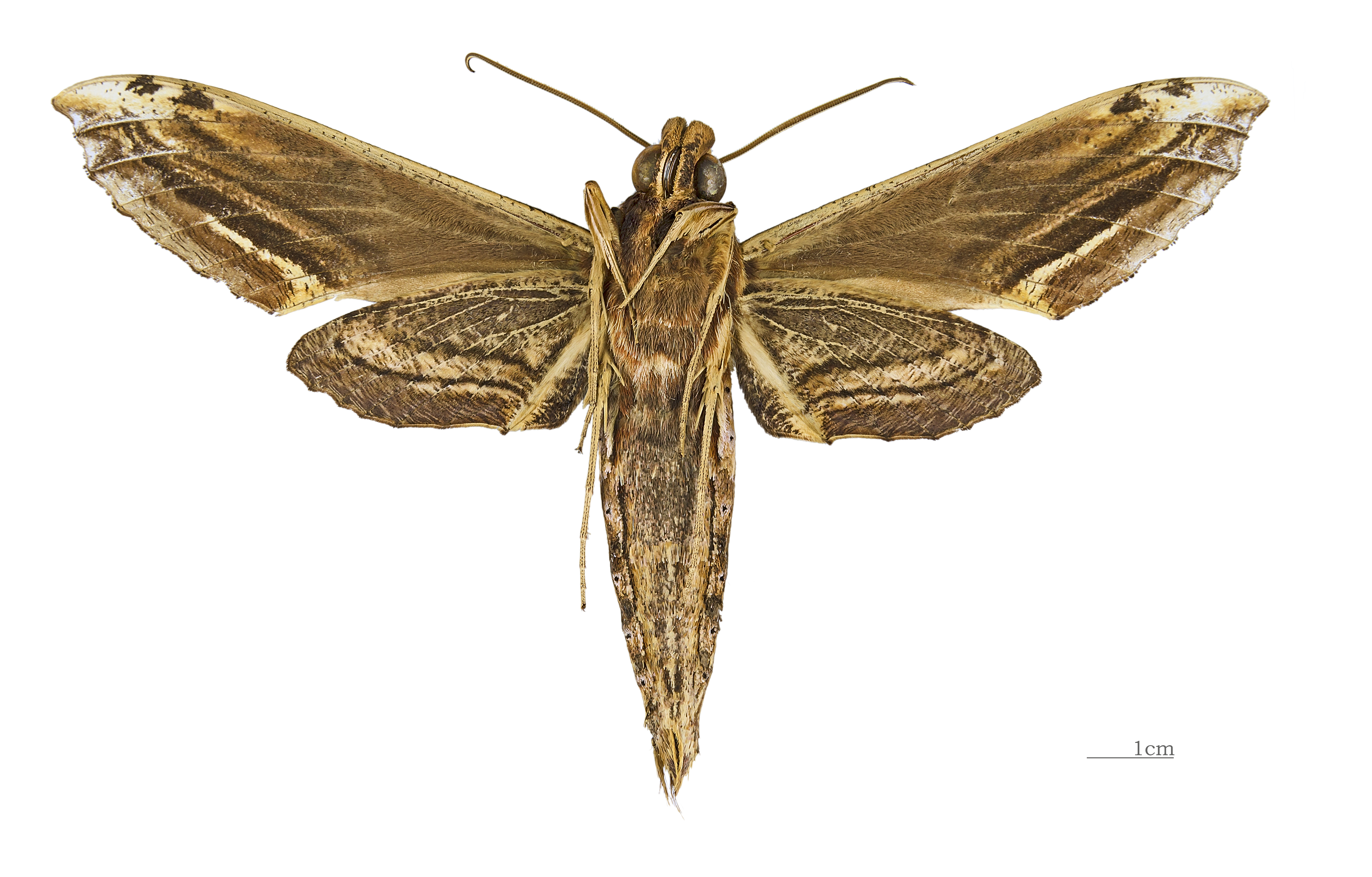
Xylophanes guianensis ♂
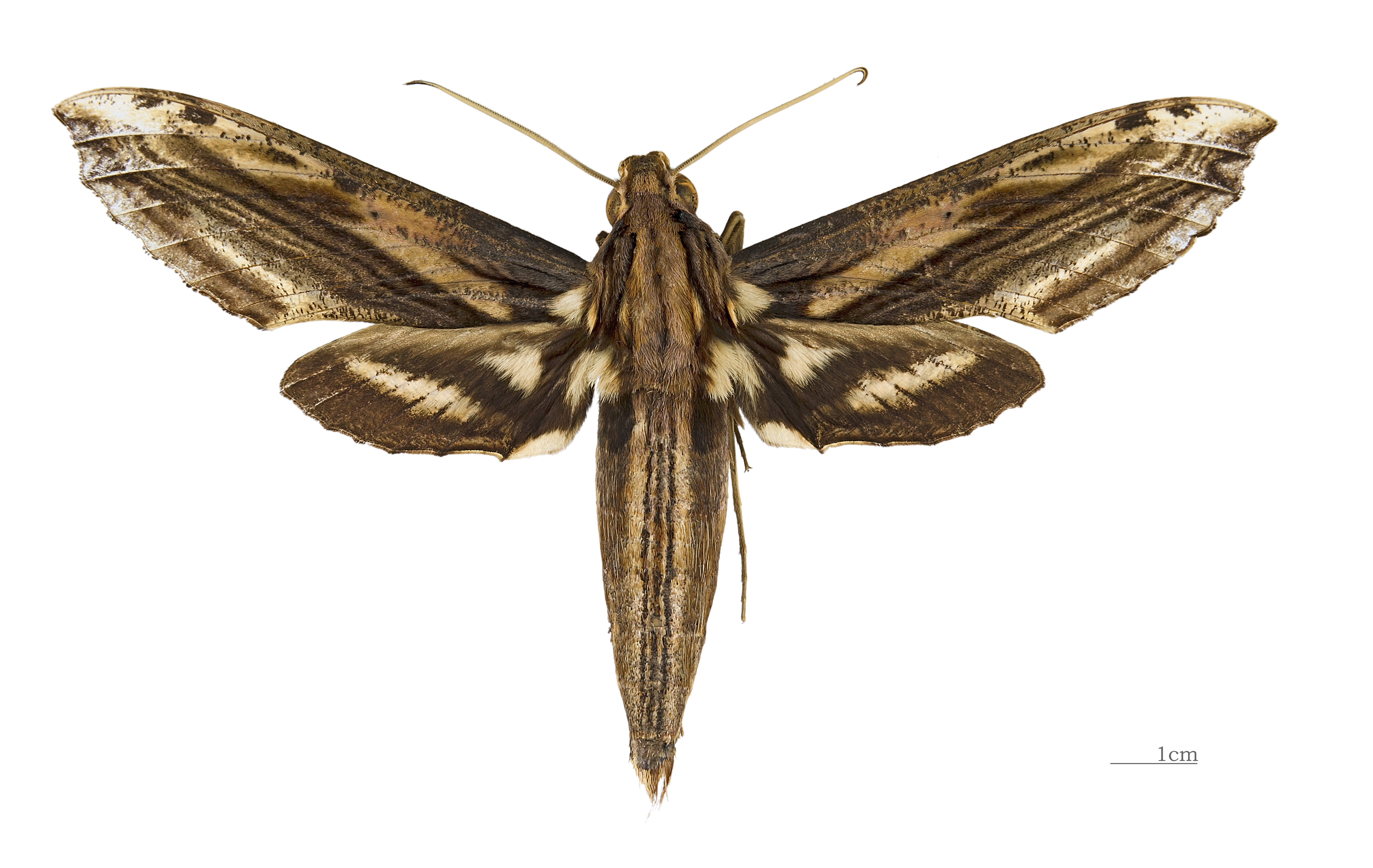
Xylophanes guianensis ♂   △
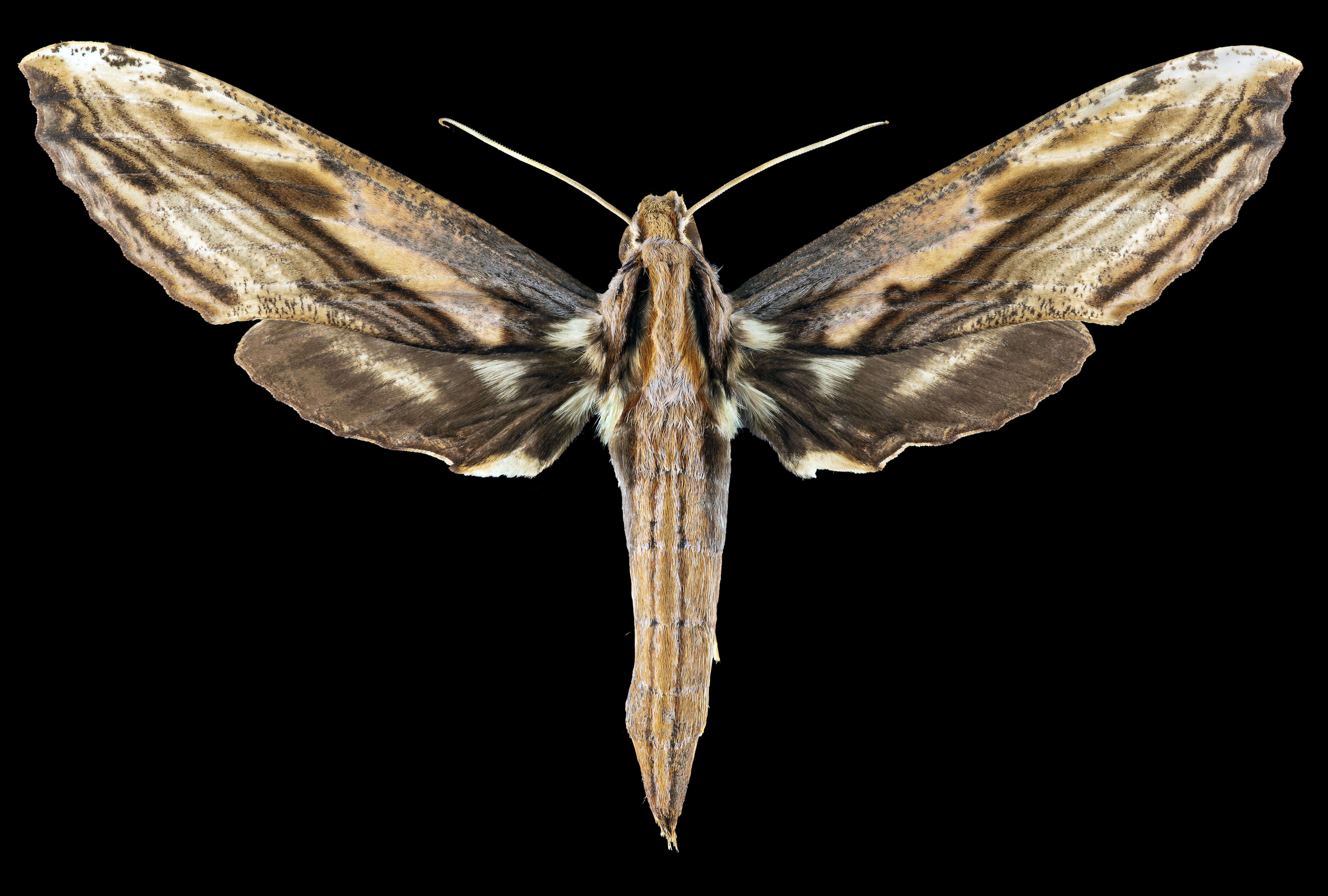
Xylophanes guianensis ♀
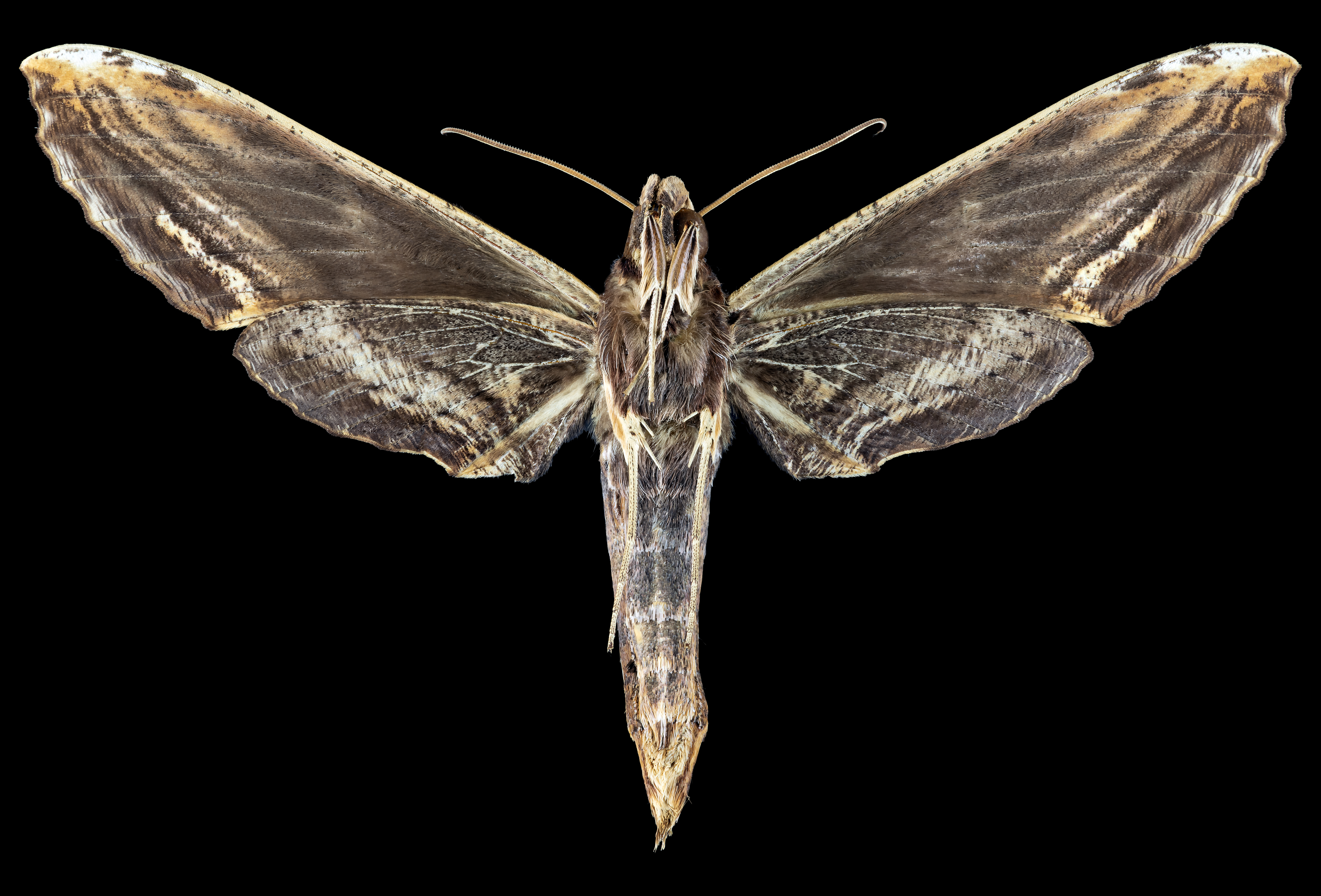
Xylophanes guianensis ♀ △